# Félix Pol Jobbé-Duval
Pour les articles homonymes, voir Jobbé-Duval.
Félix Pol Joseph Jobbé-Duval, né à Rennes (Ille-et-Vilaine) le 26 mars 1879 et mort à Eaubonne (Val-d'Oise) le 30 juin 1961, est un illustrateur français actif durant six décennies qui a commencé sa carrière durant la Belle Époque. 

## Biographie
Félix Pol Joseph Jobbé-Duval naît à Rennes le 26 mars 1879 dans une famille de peintres.
Il est le fils de Frédéric Auguste Jobbé-Duval, architecte, et de Marie Alexandrine Le Ray, issue de la famille d'Emmanuel La Ray, qui fut architecte de la ville de Rennes. Il est le petit-fils d'Auguste-Louis Jobbé-Duval, peintre décorateur et d'Henriette Guérin, tapissière, qui ont participé à la décoration du Parlement de Bretagne à Rennes.
Il effectue sa scolarité au collège de Rennes avant d'étudier aux Beaux-Arts de Paris. Il effectue ensuite son service militaire à Dinan au 24e régiment de Dragons.
Avant la Première Guerre mondiale, il est surtout l'auteur de dessins humoristiques et d'illustrations pour des revues « légères ou drôles ». On trouve sa signature dans Le Frou-frou dès 1902, dans Le Sourire de 1906 à 1912, dans L'Indiscret de 1908 à 1915, dans Fantasio de 1908 à 1913, dans Le Rire de 1909 à 1917 ou encore dans Les Annales de 1910 à 1920, Les Modes, ou Sciences et voyages.
À partir de la Première Guerre mondiale, alors qu'il est mobilisé, son dessin est plus incisif. Il collabore à La Baïonnette de 1916 à 1919, ainsi qu'au Rire Rouge ; il fonde un journal de tranchée en 1918 : Le Flambeau. Après la guerre, il poursuit dans la veine satirique en publiant dans Mon journal illustré pour les enfants de 1920 à 1924 puis dans Ric et Rac de 1929 à 1933.
À cours des années 1920 il se tourne principalement vers un public jeune. Sa production se diversifie, elle est tous azimuts et très abondante : Jobbé-Duval illustre des nouvelles et des rubriques dans la presse, il dessine des publicités, des couvertures de livres, il se lance dans les histoires en images qui s'apparentent à des bandes dessinées. Il collabore aux revues pour jeunes et particulièrement à celles qui s'adressent aux jeunes filles, éditées aussi bien par la Maison de la Bonne Presse, comme Bernadette (de 1931 à 1936 puis après guerre) et Bayard, que par les éditions de Montsouris comme Lisette et Pierrot, les éditions François Tedesco comme Ma poupée (de 1927 à 1930), les éditions du Figaro comme Enfants de France (de 1930 à 1935),  ou encore et surtout par les éditions Offenstadt : Cri-cri (de 1927 à 1937) et Fillette (de 1925 à 1941 puis de 1946 à 1953). De nombreux éditeurs font appel à lui pour les couvertures de leurs livres : Paul Duval, Fayard, Juven, Ollendorf, Calmann-Lévy, Grasset, Lafitte, Casterman, Albin Michel, Gedalge, Tallandier, Rombaldi, Baudinière, Fernand Nathan... 
En 1931, il s'installe à Eaubonne (Val d'Oise). Il y deviendra conseiller municipal de 1947 à 1955. Il mène en parallèle sa production pour les journaux d'enfants et ses illustrations de livres jeunesse. Il devient ainsi, à l'exception de trois titres, le dessinateur attitré des ouvrages de la comtesse de Ségur ; ces illustrations seront reprises pendant sept décennies par Casterman qui a racheté le fond des éditions Paul Duval. 
Au cours de la Deuxième Guerre mondiale, le rationnement du papier réduit considérablement le nombre des journaux  et beaucoup disparaissent. Félix Jobbé-Duval continue à travailler pour l'Almanach du Pèlerin de la Maison de la Bonne Presse et Hardi les gars édité par la SPE sous tutelle allemande. Il se tourne aussi vers un journal breton, O lo lé dont la parution est autorisée tout comme celles de contes et légendes bretonnes. Faisant partie de la Résistance sous le pseudonyme de Palette, il héberge des aviateurs américains. 
Après la guerre, les journaux pour enfants reparaissent et Jobbé-Duval retrouve les pages de Pierrot, Lisette, Bernadette et Fillette dont il illustre la couverture du premier numéro ainsi que 11 romans feuilletons de 1946 à 1952. Il arrête sa collaboration à la SPE à cette date. 
Félix Pol Jobbé-Duval meurt chez lui le 30 juin 1961. 

### Vie privée
Marié brièvement, Félix Pol Jobbé Duval n'a pas d'enfants.

## Publications
- 1904, illustrations de Rabelais en français moderne à la Libraire universelle, en 6 volumes et 133 dessins, avec Raymond de La Nézière.
- 1907, il travaille pour L'American illustré
- 1908 : illustration dans La Vie parisienne[2]
- 1909 : illustrateur de la campagne publicitaire pour les parfums Lubin.
- 1912 : il réalise des illustrations pour Les Modes : revue mensuelle illustrée des Arts décoratifs appliqués à la femme[3].
- 1914 : il réalise les illustrations du roman d'Abel Hermant Coutras, soldat (Éditions Arthème Fayard et Cie).
- À partir de 1922-1923, il participe à l'illustration de la page de couverture de revues féminines : Les Dimanches de la femme[4].
- À partir de 1921, il fournit beaucoup de dessins pour les journaux pour enfants  comme L'Écho du Noël (Le Sanctuaire), Le Croisé, Mon journal illustré pour les enfants (n°14 du 31 décembre 1921, n°24 du 11 mars 1922, n°29 du 15 avril 1922).
- En 1927, pour la SPE des frères Offenstadt, il réalise Le Nain Bleu (collection « Les beaux contes de fées » avec prépublication dans Fillette). Il a également illustré des livres de Paul Féval et a composé des dessins pleins d'humour pour Cri-Cri à qui il donnera, en 1929, À la conquête de la planète Mars. Pour le même Cri-Cri, il illustrera, sans la signer, la réédition de Face de Fer de José Moselli en 1933.
- 1944 : seize planches illustrant L'Histoire de Bretagne de Toutouig d'Herri Caouissin parue en 1944.